# Sona Əhmədli
Sona Yadulla qızı Əhmədli (ur. 5 października 1988) – azerska zapaśniczka, brązowa medalistka mistrzostw świata, mistrzyni Europy.
Występuje w kategorii do 59 kg. Wicemistrzyni świata w 2009 roku. Podczas mistrzostw świata w Stambule w 2011 roku zdobyła brązowy medal. Na mistrzostwach Europy zdobyła dwa medale − w 2010 została mistrzynią Europy, a w 2012 była trzecia. Jedenasta w Pucharze Świata w 2012 roku.